# José Antonio Ramos Sucre

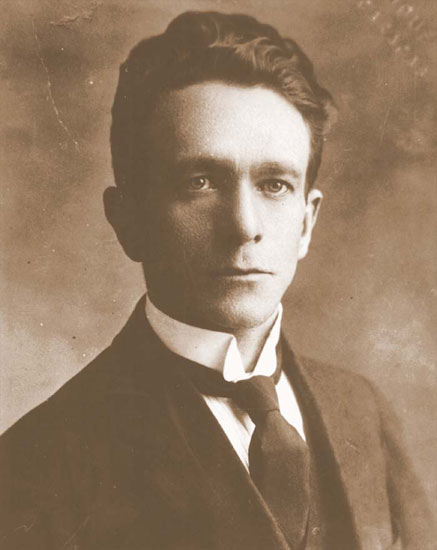
José Antonio Ramos Sucre, 1920er Jahre.

José Antonio Ramos Sucre (* 9. Juni 1890 in Cumaná; † 13. Juni 1930 in Genf) war ein venezolanischer Lyriker und Diplomat.

## Leben
José Ramos Sucre hatte bereits als Kind Lateinunterricht. Er besuchte ab 1903 das Colegio Nacional de Cumaná, wo er u. a. französisch, englisch, italienisch und deutsch lernte. 1911 setzte er seine Studien an der Universidad Central de Venezuela in Caracas fort. Er erlernte hier weitere Sprachen wie klassisches und modernes Griechisch, Dänisch, Schwedisch und Holländisch. 1917 schloss er Jurastudium ab. 1925 erlangte er den Grad eines Doktors der Politikwissenschaften.
Während seiner Studienzeit veröffentlichte Ramos Sucre Texte in der Zeitschrift Ritmo de Ideas und der Zeitung El Tiempo. Ab 1913 unterrichtete er Geographie und Geschichte an der Escuela Nacional de Maestros. Auf Grund seiner vielfältigen Sprachkenntnisse arbeitete er ab 1914 als Übersetzer für das venezolanische Außenministerium. 1918 wirkte er kurze Zeit als Richter an einem Zivilgericht. 1921 erschien sein erstes Buch Trizas de papel, dem 1923 der Essayband Sobre las huellas de Humboldt, 1925 La torre de Timón und 1929 Las formas del fuego sowie El cielo de esmalte folgten.
1927 wurde Ramos Sucre mit dem Orden del Libertador ausgezeichnet. Ende 1929 wurde er zum venezolanischen Konsul in Genf ernannt. Nach einem Aufenthalt im Hamburger Tropeninstitut und dem Sanatorio Stephanie in Meran kam er nach Genf, wo er vier Tage nach seinem vierzigsten Geburtstag Selbstmord beging.
1956 erschien eine Ausgabe seiner Werke in der Reihe Biblioteca Popular Venezolana des venezolanischen Erziehungsministeriums. Nach weiteren Ausgaben (u. a. bei Monte Ávila Editores) erschien 1992 in der Übersetzung ins Portugiesische von José Bento und mit einem Vorwort von Eugenio Montejo Las formas del fuego unter dem Titel As formas do fogo. 1999 erschien in Mexiko in der Auswahl von Katyna Henríquez Consalvi die Sammlung Obra Poética. Die UNESCO bereitet eine Ausgabe seines Gesamtwerkes vor.

## Werke
- Trizas de papel. Imprenta Bolívar, Caracas 1921.
- Sobre las huellas de Humboldt. Tipografía Mercantil, Caracas 1923.
- La torre de timón. Litografía y Tipografía Vargas, Caracas 1925.
- Las formas del fuego. Tipografía Americana, Caracas 1929.
- El cielo de esmalte. Tipografía Americana, Caracas 1929.

Gesamtausgabe
- Obra completa. Ayacucho, Caracas 1980, ISBN 84-660-0045-3 (PDF; 12,4 MB).